# Cyathea brachyphylla
Cyathea brachyphylla är en ormbunkeart som beskrevs av Holtt. Cyathea brachyphylla ingår i släktet Cyathea och familjen Cyatheaceae. Inga underarter finns listade.